# QF 5,25-inch-Schiffsgeschütz Mark I
| QF 5,25 inch Mk I                       |                                             |
| 5,25"-Mk-I-Zwillingsturm auf HMS Sirius |                                             |
| Kaliber:                                | 133 mm (5,25 inch)                          |
| Lauflänge:                              | 6,668 m (Kaliberlänge 50)                   |
| Gewicht:                                | 4362 kg (ohne Munition)                     |
| Munitionsvorrat:                        | 340 (Dido), 400 (King George), pro Geschütz |
| Geschossgewicht:                        | 36,3 kg (HE) 36,3 kg (SAP)                  |
| Mündungsgeschwindigkeit:                | 792 m/s (HE)                                |
| Höhenrichtbereich:                      | Minimum −5° Maximum +70°                    |
| Reichweite:                             | 21.397 m Seeziel 14.170 m Luftziel          |
| Drehgeschwindigkeit:                    | 10°/s                                       |
| Erhöhungsgeschwindigkeit:               | 10°/s                                       |
| Feuergeschwindigkeit:                   | 7–8 Schuss/min                              |
| Antrieb                                 | Hydraulikmotoren                            |

Das QF 5,25 inch (133 mm) war ein britisches Schiffsgeschütz. Die Kaliberlänge betrug 50 (6,67 m). Es war die schwerste Standardrohrwaffe der Royal Navy; sie verschoss HE- und SAP-Granaten mit einem Gewicht von 36,3 kg gegen See-, Land- und Luftziele. Obwohl das Geschütz alles in allem keine optimale Entwicklung darstellte, wurde es während des Zweiten Weltkriegs vielfach eingesetzt.

## Verwendung
Das QF 5,25 inch Mk I wurde als zweifach verwendbares Schiffsgeschütz zum Einsatz gegen Schiffe und Flugzeuge entwickelt. Von der Kombination aus Mittelartillerie und schwerer Flugabwehrbewaffnung versprach sich die Marine entscheidende Gewichtseinsparungen für die Schlachtschiffe der King-George-V-Klasse, die den Planungen entsprechend die Gewichtsgrenze von 35.560 Tonnen des Washingtoner Flottenabkommens einhalten sollte. Die Dido-Klasse, eine neu geplante Klasse von Leichten Kreuzern, sollte diese Geschütze als Hauptbewaffnung tragen. Insgesamt wurden 267 Geschütze gebaut, was diese Waffe im Bestand der Royal Navy zur bedeutendsten und häufigsten Kanone mit doppeltem Verwendungszweck machte. Da bei der Ausrüstung der Schiffe die Schlachtschiffe bevorzugt wurden, waren bei der Indienststellung der ersten Didos nicht genügend Geschütze für die vorgesehene Ausstattung mit zehn Kanonen verfügbar. Die Geschütze wurden auf den Kreuzern der Dido-Klasse auf Zwillingslafetten HA/LA Mark II montiert, auf den Schlachtschiffen der King-George-V-Klasse auf HA/LA Mark I.
Auf den Kreuzern der Bellona-Klasse (nahezu baugleich zur Dido-Klasse) wurde nicht zuletzt auf Grund der Knappheit an Geschützen die Anzahl der Geschütztürme von fünf auf vier reduziert. Als Ausgleich erhöhte man die Anzahl der leichten Flugabwehrwaffen. Außerdem erhielten die Bellonas die verbesserten RP10Mk2-Lafetten, die einen ferngesteuerten Antrieb und die doppelte Seiten- und Höhenrichtgeschwindigkeit boten.

### Einheiten
- King-George-V-Klasse-Schlachtschiffe (als Mittelartillerie)
- HMS Vanguard, Schlachtschiff (als Mittelartillerie)
- Dido-Klasse-Kreuzer (als Hauptartillerie)

### Küstenartillerie

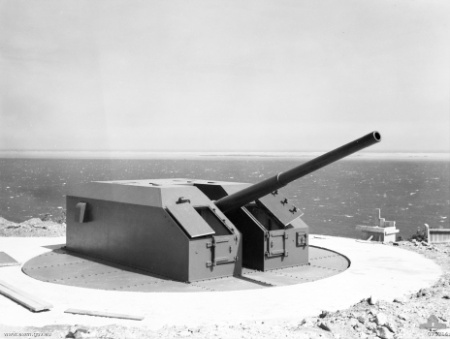
Port Moresby, New Guinea, 17. August 1944

Die Mk II war eine Variante für die British Army zur Küstenverteidigung und Luftabwehr. Sie wurde ausschließlich in Einzeltürmen montiert.
Gegen Ende des Zweiten Weltkriegs wurden sieben Geschütze in Australien und drei in New Guinea aufgestellt. Sie wurden in geschlossenen HA/LA-Geschütztürmen vom Typ 1B eingebaut und dienten gleichzeitig dem Küstenschutz und der Luftverteidigung.
1942 begannen Planungen, sieben neue 5,25-inch-Geschütze auf dem Felsen von Gibraltar zu stationieren. Vier waren für die erneuerte Princess Anne’s Battery vorgesehen, die restlichen drei wurden auf der Südseite des Felsens in der West Battery zwischen Windmill Hill und Europa Point aufgestellt. Auch diese Geschütztürme waren vom Typ 1B.

### Museumsexemplare
- Festungsgeschütze der Princess Anne’s Battery auf dem Felsen von Gibraltar[4]